# Carex rhizina
Carex rhizina är en halvgräsart som beskrevs av Mathias Numsen Blytt och Lindblom. Carex rhizina ingår i släktet starrar, och familjen halvgräs.

## Underarter
Arten delas in i följande underarter:
- C. r. reventa
- C. r. rhizina